# Thlasia cingulata
Thlasia cingulata är en insektsart som beskrevs av Jacobi 1944. Thlasia cingulata ingår i släktet Thlasia och familjen dvärgstritar. Inga underarter finns listade i Catalogue of Life.